# یواس‌اس ماستن (دی‌دی‌جی-۸۹)
یواس‌اس ماستن (دی‌دی‌جی-۸۹) (به انگلیسی: USS Mustin (DDG-89)) یک کشتی است که طول آن ۵۰۹ فوت ۶ اینچ (۱۵۵٫۳۰ متر) می‌باشد. این کشتی در سال ۲۰۰۱ ساخته شد.